# Ciberutopismo
O ciberutopismo, também conhecido como utopianismo da web, utopianismo digital ou internet utópica, é uma subcategoria do utopismo tecnológico que defende a crença de que a comunicação online contribui para a formação de uma sociedade mais descentralizada, democrática e libertária. Os valores desejados também podem incluir privacidade e anonimato, liberdade de expressão, acesso à cultura e à informação ou ideais socialistas que levam ao socialismo digital.

## Origens
A Ideologia Californiana [en] é um conjunto de crenças que combina atitudes boêmias e antiautoritárias da contracultura dos anos 1960 com utopismo tecnológico e apoio a políticas econômicas neoliberais. Essas crenças são consideradas por alguns como características da cultura da indústria de tecnologia da informação no Vale do Silício e na Costa Oeste dos Estados Unidos durante o boom das ponto-com nos anos 1990. Adam Curtis [en] associa essa ideologia à filosofia objetivista de Ayn Rand no documentário All Watched Over by Machines of Loving Grace [en]. Essa ideologia de utopianismo digital impulsionou a primeira geração de pioneiros da internet.

## Exemplos

### Uso político
Uma das primeiras iniciativas associadas às tecnologias digitais e ao utopianismo foi o Projeto Cybersyn chileno. O Projeto Cybersyn foi uma tentativa de governança cibernética para implementar o planejamento socialista sob a presidência de Salvador Allende. O livro Towards a New Socialism [en] argumenta contra a percepção do socialismo digital como uma utopia. O socialismo digital pode ser categorizado como um projeto utópico real [en].
O ciber-socialismo é um termo usado para a prática de compartilhamento de arquivos como uma violação dos direitos de propriedade intelectual, cuja legalização não era esperada – uma utopia.
O ciberutopismo serve como base para o ciberpopulismo. A democracia virtual, como sugerida e praticada pelos Partidos Piratas, é vista como uma ideia motivada pelo ciberutopismo. Na Itália, o Movimento 5 Estrelas utiliza amplamente a retórica ciberutópica, prometendo democracia direta e melhores regulamentações ambientais por meio da Web. Nesse caso, eles usaram o fascínio ou o sublime digital [en] associado às tecnologias digitais para desenvolver sua visão política.

### Utopias correlatas
O ciberutopismo é considerado um derivado do extropianismo, cujo objetivo final é o upload da consciência humana para a internet. Ray Kurzweil, especialmente em The Age of Spiritual Machines, escreve sobre uma forma de ciberutopismo conhecida como Singularidade, na qual o avanço tecnológico será tão rápido que a vida se tornará experiencialmente diferente, incompreensível e avançada.

### Serviços de troca de hospitalidade
Os serviços de troca de hospitalidade [en] (HospEx) são serviços de redes sociais onde anfitriões oferecem hospedagem gratuita [en]. Eles formam uma economia de oferta e são moldados pelo altruísmo, sendo exemplos de ciberutopismo.

## Críticas
A existência dessa crença foi documentada desde o início da internet. O estouro da bolha das ponto-com reduziu as visões majoritariamente utópicas do ciberespaço; no entanto, os "ciber-céticos" modernos continuam a existir. Eles acreditam que a censura na internet e a soberania cibernética permitem que governos repressivos adaptem suas táticas para responder a ameaças usando tecnologia contra movimentos dissidentes. Douglas Rushkoff [en] observa que "ideias, informações e aplicativos agora lançados em sites ao redor do mundo capitalizam a transparência, usabilidade e acessibilidade que a internet foi criada para oferecer". Em 2011, Evgeny Morozov, em seu livro The Net Delusion: The Dark Side of Internet Freedom, criticou o papel do ciberutopismo na política global; afirmando que a crença é ingênua e obstinada, possibilitando a oportunidade para controle e monitoramento autoritários. Morozov observa que os "ex-hippies", nos anos 1990, são responsáveis por causar essa crença utópica equivocada: "Os ciberutopistas ambiciosamente tentaram construir uma nova e melhorada Organização das Nações Unidas, apenas para acabar com um Cirque du Soleil digital".
Nos últimos anos, críticas foram feitas contra leituras positivistas da internet. Em 2010, Malcolm Gladwell, em um artigo na The New Yorker, expressou dúvidas sobre as qualidades emancipatórias e empoderadoras das mídias sociais. Gladwell critica Clay Shirky por propagar e superestimar o potencial revolucionário das mídias sociais: "Shirky considera esse modelo de ativismo uma melhoria. Mas é simplesmente uma forma de organização que favorece conexões de laços fracos que nos dão acesso à informação em detrimento das conexões de laços fortes que nos ajudam a perseverar diante do perigo".
O ciberutopismo também foi comparado a uma religião secular [en] para o mundo pós-moderno. Em 2006, Andrew Keen, em The Weekly Standard [en], escreveu que a Web 2.0 é um "grande movimento utópico" semelhante à "sociedade comunista" descrita por Karl Marx.

## Leituras complementares
- Dickel, Sascha; Schrape, Jan-Felix (2017). «The Logic of Digital Utopianism» [A Lógica do Utopianismo Digital]. Nanoethics: 47–58. doi:10.1007/s11569-017-0285-6
- Wertheim, Margaret (2000). The Pearly Gates of Cyberspace: A History of Space from Dante to the Internet [As Portas Peroladas do Ciberespaço: Uma História do Espaço de Dante à Internet] 1ª ed. Nova York: W.W. Norton & Company. ISBN 978-0-393-32053-4
- Morozov, Evgeny (2013). To Save Everything, Click Here: The Folly of Technological Solutionism [Para Salvar Tudo, Clique Aqui: A Loucura do Solucionismo Tecnológico]. Nova York: PublicAffairs. ISBN 9781610391399
- Turner, Fred (2008). From Counterculture to Cyberculture: Stewart Brand, the Whole Earth Network, and the Rise of Digital Utopianism [Da Contracultura à Cibercultura: Stewart Brand, a Rede Whole Earth e a Ascensão do Utopianismo Digital]. Chicago: University of Chicago Press. ISBN 9780226817422
- Flichy, Patrice (2008). The Internet Imaginaire [O Imaginário da Internet]. Cambridge, Massachusetts: The MIT Press. ISBN 9780262562386